# Великолукский округ

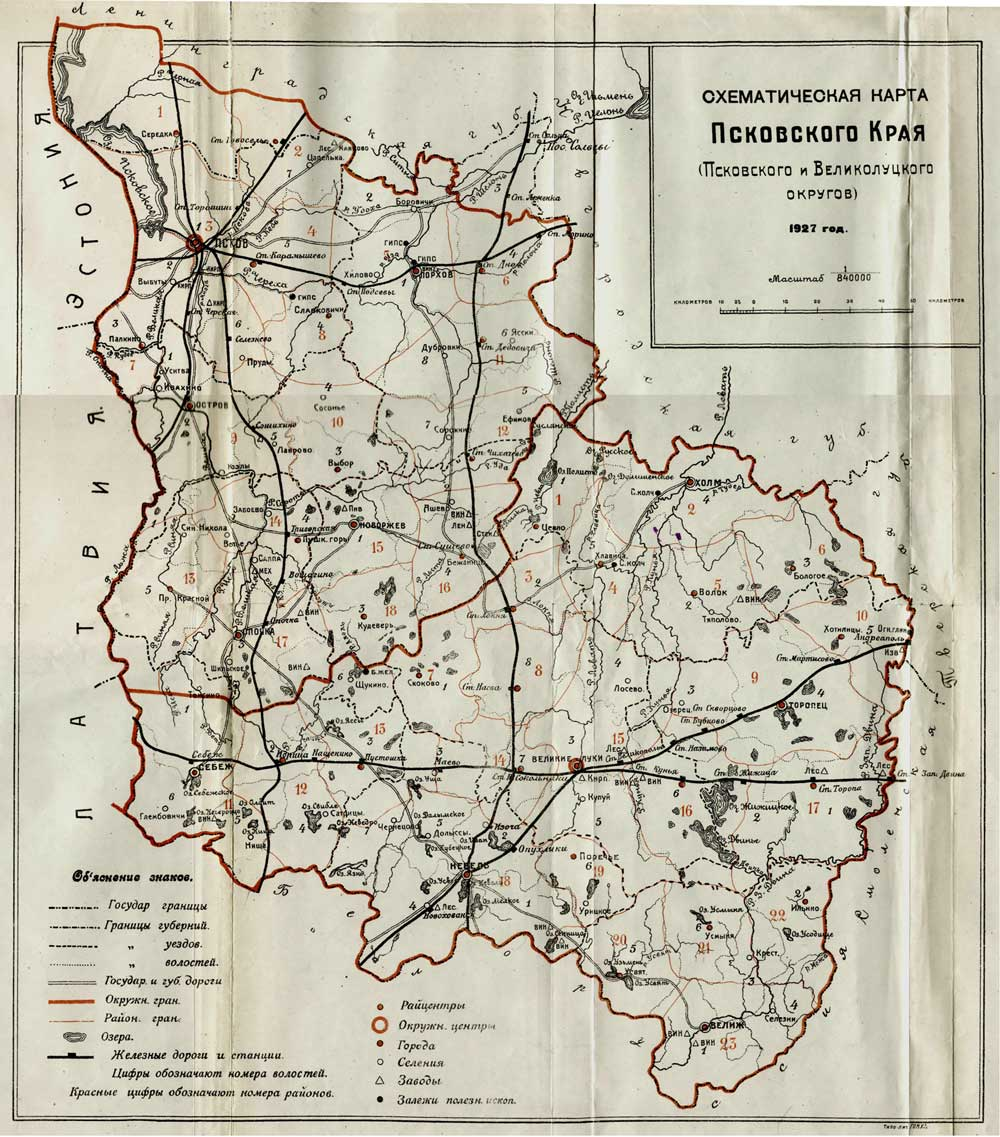
Схематическая карта Псковского края (Псковского и Великолукского округов)

Великолу́кский округ — административно-территориальная единица Ленинградской, а затем Западной области, существовавшая в 1927—1930 годах, а также Калининской области в 1935—1938 годах.

## Округ в 1927—1930
Великолукский округ в составе Ленинградской был образован в 1927 года. Центром округа был назначен город Великие Луки.
Округ был разделён на 25 районов:
- Бологовский,
- Велижский,
- Великолукский,
- Идрицкий,
- Ильинский,
- Куньинский,
- Ленинский,
- Локнянский,
- Насвинский,
- Невельский,
- Новосокольнический,
- Октябрьский,
- Осташковский,
- Пеновский,
- Поречьевский,
- Пустошкинский,
- Рыковский,
- Себежский,
- Советский,
- Торопецкий,
- Троицкий,
- Усвятский,
- Усмынский,
- Холмский,
- Цевельский.

10 декабря 1928 года был образован Усть-Долысский район.
17 июня 1929 года округ был передан из Ленинградской в Западную область.
30 июля 1930 года Великолукский округ, как и большинство остальных округов СССР, был упразднён. Его районы отошли в прямое подчинение Западной области.
По данным на 1929 год, в округе существовало 2 национальных сельсовета: в Усвятском районе — Нова-Адамовский латгальский, в Холмском районе — Груховский латышский.

## Округ в 1935—1938
Снова округ был образован в составе Калининской области в феврале 1935 (в качестве пограничного округа, которые тогда создавались вдоль западной границы СССР).
Округ делился на 13 районов:
- Бежаницкий,
- Великолукский,
- Красногородский,
- Кудеверский,
- Куньинский,
- Локнянский,
- Невельский,
- Новоржевский,
- Новосокольнический,
- Опочецкий,
- Пустошкинский,
- Пушкинский,
- Себежский.

В 1936 были образованы Ашевский и Идрицкий районы.
11 мая 1937 во вновь образованный Опочецкий округ были переданы Ашевский, Бежаницкий, Красногородский, Кудеверский, Локнянский, Новоржевский, Опочецкий, Пушкино-Горский (бывш. Пушкинский) районы, а Куньинский отошёл непосредственно Калининской области.
4 мая 1938 округ был упразднён. Идрицкий, Пустошкинский и Себежский районы частично отошли Опочецкому округу, а Великолукский, Невельский и Новосокольнический — непосредственно Калининской области.